# Inermoparmena besucheti
Inermoparmena besucheti là một loài bọ cánh cứng trong họ Cerambycidae.